# 워너 브라더스 무비 월드
워너 브라더스 무비 월드(영어: Warner Bros. Movie World)는 오스트레일리아 퀸즐랜드주 골드코스트에 있는 놀이공원이다. 1991년 6월 3일에 개장했다. 워너 브라더스 무비 월드는 오스트레일리아 유일의 영화 관련 테마파크이자 전 세계적으로 가장 오래된 워너 브라더스 공원이다. 2016년 기준 연평균 방문객 수는 140만 명이다.